# Sanningsserum
Sanningsserum, sanningsdrog, ett tänkt kemiskt preparat som kan göra mottagaren mer benägen att ge sanningsenliga svar i ett förhör.
Sanningsserum förekommer i många science fiction-berättelser, bland annat Karin Boyes Kallocain.
Den största likheten med ett riktigt ämne är antagligen skopolamin som tros ha använts i detta syfte under andra världskriget.